# Henri Hureau de Sénarmont
Henri Hureau de Sénarmont, född 6 september 1808 i Broué, departementet Eure-et-Loir, död 30 juni 1862 i Paris, var en fransk mineralog och fysiker.
Sénarmont studerade vid École polytechnique, där han sedan blev professor, och École des mines. Han utgav åtskilliga skrifter om polarisationen vid reflexion (1840) och om reflexionen och dubbelbrytningen hos metalliskt reflekterande kristaller (1848), vidare om kristallers ledningsförmåga för värme (1847) och för elektricitet (1850), varvid han påvisade ledningsförmågans olikhet i olika riktningar, om isomorfa kroppars optiska egenskaper och om artificiell framställning av mineral.
Sénarmont författade vidare den geologiska beskrivningen på departementen Seine-et-Marne och Seine-et-Oise (1844) och utgav William Hallowes Millers lärobok i kristallografi på franska (1842). Han var medlem av Franska vetenskapsakademien sedan 1852. Hans flesta arbeten trycktes i "Annales des sciences" och "Annales de physique et de chimie".